# サルタイアー (紋章学)

サルタイアー
Argent a saltire gules

サルタイアー（英: Saltire、仏: Sautoir、斜め十字）は、紋章学において、紋章のシールドの四隅にまでわたる斜めの十字、またはX字形のチャージである。ベンドとベンド・シニスターの組み合わせと捉えることもできる。チーフ、ペイル、ベンド、フェス及びシェブロンと並んで、紋章学の代表的なオーディナリーのうちの1つである。サルタイアーはセント・アンドリュー・クロスとも呼ばれ、聖アンドリューはそのような形をした十字架の上で処刑されたと伝えられる。

## 解説

サルタイアー・クーペド
Argent a saltire couped gules

他のオーディナリーと同様に、サルタイアーが1つである場合は、意図的に短くカットされて描かれない限りは4本の腕はフィールドの端に達する。なお、オーディナリーをフィールドの端に達しないように短くすることを紋章学上の用語でクーペド (couped) という。2つ以上のサルタイアーを記述する際には、それらは必然的にクーペドされ、他の記述と誤解が生じそうな場合以外ははっきりと記述される必要はない。

### ディミニュティブ
サルトレル (saltorel) は、サルタイアーのディミニュティブであり、通常半分の幅のサルタイアーとして定義されるが、比較的最近用いられるようになった記述である。これは、明らかにフィレット・サルタイアー (fillet saltire) とは異なる。

### サルタイアーに関する用語
イン・サルタイアー (in saltire)2つの意味で使われる。まず、多くの紋章に描かれた聖ピーターとの関わりを表す鍵や剣のような細長いチャージが2つ、お互いに斜めに交差する様子を記述するために用いる。また、あたかも見えないサルタイアーの上にチャージするかのように、サルタイアーの中心（交点）に1つ、4本の腕のそれぞれに1つ以上、合計5つ以上のチャージのX字形の配置を記述するために用いる。5つの場合はちょうど、ごく一般的な6面体サイコロの5の目のような配置になる。
パーティ・パー・サルタイアー (party per saltire)サルタイアーと同様に交差する2本の対角線によってフィールドをX字形に4つに分割することを表す。ティンクチャーが2つ指定されている場合は、1つ目に書かれたティンクチャーがX形の上下のフィールドの色を表し、2つ目は左右のフィールドの色を表す。もしくは、4つの領域はそれぞれ別に記述されることもあり、その場合は上、左、右、下の順に記述する。これは、縁組みなどで起こるマーシャリング（紋章の統合）における家系の格を表す順番でもある。

イン・サルタイアー （交差） Gules two keys argent in saltire
イン・サルタイアー （配置） Gules five roses argent seeded of the field in saltire
パーティ・パー・サルタイアー Party per saltire, argent and gules

## 適用例

スコットランド王家の紋章（1603年以前のもの）

サルタイアーは、スコットランドの国旗やジャマイカの国旗に用いられ、その他多くの旗や紋章、シールにも用いられている。アムステルダムの紋章と市旗にはクーペドされた3つのサルタイアーが描かれており、スコットランド王家の紋章のサポーター（シールドを左右で支えている動物や人間のこと）にもサルタイアーが用いられている。また、ライトブルーの背景に金のサルタイアー (Azure a saltire Or) は、伝統的にマーシア王国に由来しているが、現在のセント・オールバンズのシティおよびディストリクトの紋章となっている。